# When the President Talks to God
A When the President Talks to God a Bright Eyes egy dala, amely George W. Bush politikájának kritikája. A 2005-ben publikált számot először az iTunes áruházából volt ingyenesen letölthető, de később 7” méretű promóciós kiadványként, a First Day of My Life b-oldalaként is megjelent.

## Leírás
Conor Oberst a dalt 2005. május 2-án előadta a The Tonight Show with Jay Leno műsorban. 2006 júniusában elmondta, hogy szerinte a számot túl gyakran játsszák különböző helyeken.
A szám a 2006-os PLUG Independent Music Awards Év dala díjának győztese.
2006. december 19-én kora reggel a digitális verzió az iTunes áruházának főoldalára is kikerült, de néhány órán belül eltávolították onnan. A dal a mai napig ingyenesen letölthető.

## Számlista
|    | Cím                             | Hossz |
| -- | ------------------------------- | ----- |
| 1. | When the President Talks to God | 2:36  |

## Fordítás
Ez a szócikk részben vagy egészben  a   When the President Talks to God című angol Wikipédia-szócikk ezen változatának fordításán alapul.  Az eredeti cikk szerkesztőit annak laptörténete sorolja fel. Ez a jelzés csupán a megfogalmazás eredetét és a szerzői jogokat jelzi, nem szolgál a cikkben szereplő információk forrásmegjelöléseként.